# Houttuin
Houttuin è un comune (ressort) del Suriname di 10.227 abitanti.